# Municipio de Tubal
El municipio de Tubal (en inglés: Tubal Township) es un municipio ubicado en el condado de Union en el estado estadounidense de Arkansas. En el año 2010 tenía una población de 282 habitantes y una densidad poblacional de 2,94 personas por km².

## Geografía
El municipio de Tubal se encuentra ubicado en las coordenadas 33°4′53″N 92°57′36″O / 33.08139, -92.96000. Según la Oficina del Censo de los Estados Unidos, el municipio tiene una superficie total de 95.96 km², de la cual 95,9 km² corresponden a tierra firme y (0,06 %) 0,06 km² es agua.

## Demografía
Según el censo de 2010, había 282 personas residiendo en el municipio de Tubal. La densidad de población era de 2,94 hab./km². De los 282 habitantes, el municipio de Tubal estaba compuesto por el 80,5 % blancos, el 13,12 % eran afroamericanos, el 0,71 % eran asiáticos, el 5,67 % eran de otras razas. Del total de la población el 7,8 % eran hispanos o latinos de cualquier raza.